# Полтава (линейный корабль, 1712)
«Полтава» — русский 54-пушечный парусный линейный корабль 4 ранга, спущенный на воду 15 (26) июня 1712 года со стапеля Санкт-Петербургского адмиралтейства. В строительстве корабля принимал личное участие Пётр I. Корабль получил своё название в честь важной победы, одержанной русской армией над шведами в Полтавской битве, и стал первым линейным кораблём, заложенным и построенным в Санкт-Петербургском адмиралтействе.
Во время своей службы, с 1712 по 1732 год, «Полтава» входила в состав Балтийского флота, до окончания Великой Северной войны принимала участие в шести морских кампаниях (1713—1717 и 1721 годов); позднее участвовала в практических плаваниях кронштадтской эскадры в Балтийском море. В период боевой службы линейного корабля на нём дважды держал свой флаг Пётр I.

## Предыстория
Взятие русскими войсками в 1702—1703 годах шведских крепостей Нотебурга и Ниеншанца, расположенных по течению Невы, обеспечило России выход к Балтийскому морю. Для защиты завоёванных территорий весной-осенью 1703 года были основаны крепости Санкт-Петербург (на Заячьем острове в устье Невы) и Кроншлот (на острове Котлин), начато строительство парусных и гребных кораблей (фрегатов, шняв, галер и судов других типов), которым предстояло войти в состав только что созданного Балтийского флота.
Строительство русского линейного флота на Балтике было начато только в августе 1708 — январе 1709 года, когда на Новоладожской и Олонецкой верфях были заложены четыре 50-пушечных линейных корабля: «Рига», «Выборг», «Пернов» и один безымянный. Эти корабли ещё не могли считаться полноценными линейными кораблями, так как имели небольшую осадку и были плоскодонными, что сильно снижало их мореходные качества.

## История постройки
Проект 54-пушечного линейного корабля «Полтава» был разработан к концу 1709 года лично Петром Первым при участии известного в будущем корабельного мастера Федосея Моисеевича Скляева. При проектировании оба кораблестроителя использовали новейшие достижения современной им отечественной и иностранной кораблестроительной практики. За несколько лет до закладки «Полтавы» в Санкт-Петербургское адмиралтейство начали свозить из Шлиссельбурга и других мест заготовки частей корабельного корпуса из лучшего, хорошо просушенного дубового дерева. Во избежание перебоев в строительных работах из-за задержек в снабжении были заранее заготовлены железо, а также другие материалы и припасы, необходимые для постройки и снабжения корабля.
По уже разработанному чертежу 5 (16) декабря 1709 года на верфи Санкт-Петербургского адмиралтейства Пётр I лично заложил корабль «Полтава». Строителем боевого корабля царь назначил Федосея Моисеевича Скляева, но как обычно оставил за собой функции главного строителя и наблюдающего. Он часто присутствовал на работах в Адмиралтействе, давал Федосею Скляеву указания по конструированию и технологии корабля и требовал докладов о ходе постройки «Полтавы». В одном из донесений царю (от 24 февраля (7 марта) 1711 года) Скляев отчитывался о проделанных работах следующим образом: «… А у корабля „Полтавы“ нижняя палуба в середине вся укреплена генген и винкен-книсами; только к корме и к носу одне положены вынкель-книсы. А в рунме кинвегерсы немного не все положены…».
Вот как описывает церемонию закладки корабля участвовавший в ней датский посол Юст Юль:
После полудня я отправился на адмиралтейскую верфь, чтобы присутствовать при поднятии штевней на 50-пушечном корабле, но в тот день был поднят один форштевень, так как стрелы (козлы) оказались слишком слабы для подъёма ахтерштевня. Царь, как главный корабельный мастер (должность, за которую он получает жалованье), распоряжался всем, участвовал вместе с другими в работах и, где нужно было, рубил топором, коим владеет искуснее, нежели все прочие присутствовавшие там плотники. Бывшие на верфи офицеры и другие лица ежеминутно пили и кричали. В боярах, обращённых в шутов, недостатка не было, напротив их собралось здесь большое множество. Достойно замечания, что, сделав все нужные распоряжения для поднятия форштевня, царь снял пред стоявшим тут генерал-адмиралом шапку, спросил его, начинать ли, и только по получении утвердительного ответа снова надел её, а затем принялся за свою работу... С верфи царь пошёл в гости на вечер к одному из своих корабельных плотников.

В Походном журнале Петра I о закладке корабля упоминается более лаконично:
А декабря в 6 день в Санктпетербурге заложил сам Государь корабль, именем Полтаву, в память бывших трудов Полтавских. И учредя то всё из Санктпетербурга путь свой воспринял в Москву Декабря в 7 день.

Несмотря на то, что перед началом строительства корабля были приготовлены запасы строительных материалов, в процессе строительства ощущалась их нехватка. В частности, о нехватке пеньки, необходимой для конопачения корабельного корпуса, уже 25 июля (5 августа) 1710 года писал к дьяку Адмиралтейского приказа Г. А. Племянникову генерал-адмирал Апраксин: 
Пеньки здесь при адмиралтействе нет ныне ни единаго пуда, в чём имеем немалую нужду и терпим гнев немалый... а которая пенька от вас была прислана, вся сгнила и в дело негодится, да и той против указного числа половины не прислано.
 Во время строительства «Полтавы» в Адмиралтействе имелся недостаток в плотниках. Для строительства также не хватало корабельного леса, о чём доносил графу Апраксину в марте 1712 года вице-адмирал Корнелий Иванович Крюйс: «При адмиралтействе леса нет, от чего прошлого году и по ныне многие работные люди гуляют». Крюйс также отмечал, что «по отлучению В. В.П много пременилось и ничего не учинено к лучшему нужнейших дел исправлению». Виновниками происходившего Крюйс считал адмиралтейского советника Кикина и санкт-петербургского генерал-губернатора Александра Даниловича Меншикова. Крюйс писал: 
Г. Кикинъ мне сказывал что от светлейшаго князя Меншикова первым адмиралтейским советником учинён, токмо я от онаго господина указов не видал и не получал, токмо г. Кикин зело его повелению обязан и в том остаётся, однакож я кроме инаго не вижу, только что оные господа какие иншая дела промеж себя имеют, понеже корабельныя дела во время их бытности зело в недостатках стали быть и ежели бы ещё год продлилось, то б у нас к службе ничего не было, но только гульбища и для гулянья строения и для прокладу суда. Только при том же держут здесь всё тайно о исправлении адмиралтейства, а какое дело тяжёлое объявится то предлагают в винность на тех, которые в дальнем отлучении.

Несмотря на имевшиеся затруднения, строители корабля надеялись достроить и оснастить «Полтаву» к началу кампании 1712 года. Так, в письме от 16 (27) сентября 1711 года Кикин писал Меншикову: 
Не позволишь ли Ваша Светлость достраивать один корабль Полтаву, понеже он к предбудущей компании готов будет, а который корабль строил Броун, такожде и вновь закладывать ныне оставить, понеже оные к предбудущей компании не поспеют?..
Спустить «Полтаву» на воду весной 1712 года надеялся и сам Пётр I, однако этим планам не суждено было сбыться.
«Полтава» была спущена со стапеля 15 (26) июня 1712 года. На церемонии спуска корабля присутствовали Пётр I, «царевны Екатерина Алексеевна и Наталья Алексеевна и все царской фамилии».
На корабле «Полтава» был поднят кормовой флаг с Андреевским крестом, который был изменён в 1710 году.
23 августа (3 сентября) 1712 года «Полтава» была поднята на камели и в ночь с 24 на 25 августа под руководством Ф. М. Скляева выведена из Санкт-Петербурга. При проходе через невский бар из-за большой осадки корабль не мог пройти мели; для того, чтобы вывести корабль в море Ф. М. Скляеву пришлось подводить под его носовую часть особые лодки с наклонённым вперёд носом: с их помощью осадка кормы «Полтавы» уменьшилась и корабль успешно прошёл через устье Невы. В море напротив Петергофа после того, как были пройдены мели и корабль был выведен на 18-футовую глубину, установленные камели были сняты. Днём 25 августа корабль успешно достиг Кроншлота, где был окончательно достроен и оснащён рангоутом и такелажем.

## Описание

### Общие характеристики
По своим главным размерениям «Полтава» соответствовала кораблям IV ранга по британской ранговой классификации 1706 года: длина корабля между штевнями равнялась 34,6 м, длина по гондеку — 130 английским футам 8 дюймам (39,82 м), ширина по набору корпуса без учёта обшивки равнялась 38 футам 4 ½ дюймам (11,69 м), глубина трюма (интрюма) — 15 футам 2 ½ дюймам (4,6 м). Свесы и наделки, а также внешняя обшивка корпуса при измерении размерений корабельного корпуса в русском флоте не учитывались, поэтому реальные размеры корабля были намного более внушительными.
Точное значение водоизмещения «Полтавы» не известно, но по различным оценкам оно составляло от 1100 до 1200 тонн.

### Корпус, рангоут и такелаж
Данных, необходимых для воссоздания внешнего вида корабля, сохранилось очень мало, поэтому облик «Полтавы» может быть восстановлен лишь приблизительно, с большим числом допущений и оговорок. Некоторую информацию о внешнем облике корабля и конструкции набора корпуса даёт хранящаяся в фондах Центрального военно-морского музея полумодель «Полтавы», а также гравюра Питера Пикарта, «весьма посредственная по детальности и уровню исполнения»; гравюра позволяет достоверно установить только вид корабля прямо с кормы. Имеются также сведения, что в 2005 году в Центральном военно-морском архиве была найдена папка с чертежами Ф. М. Скляева, в которой сохранились два подлинных чертежа «Полтавы». Из этих чертежей следует, что на гравюре Пикарта корабль был изображён некорректно (художник снабдил его несуществующими конструктивными элементами). Архивные находки пока не опубликованы.
Но несмотря на дефицит имеющихся источников, как пишет моделист В. П. Дубенский, «архитектура и устройство кораблей того времени были настолько традиционными и регламентированными, что на основании соответствующих руководств и пособий можно достаточно уверенно восстановить корпус и оснастку. Больше неопределённости имеется в отношении декора».
Обводы корабельного корпуса были немного острее, чем у кораблей-предшественников («Риги», «Выборга», «Пернова» и др.), построенных на Олонецкой, Новоладожской и Сясьской верфях, но тем не менее они оставались достаточно полными. Шпангоуты выше нижнего бархоута имели сильный завал внутрь, тем самым затрудняя абордаж судна противником. Толщина обшивки корпуса составляла приблизительно 5 дюймов (12,7 см).
«Полтава» имела характерную «голландскую» срезанную (транцевидную) корму. Англичанин Джон Ден, служивший с 1711 по 1722 год морским офицером в российском флоте, отзывался о конструкции кормы «Полтавы» критически. По мнению Дена, «корабль этот был слишком узок в корме и никогда не мог бы выдержать похода по большому морю».
Парусное вооружение «Полтавы» скорее всего следовало характерной для ранних кораблей петровской эпохи голландской традиции, внешне выраженной «в использовании эзельгофтов „клювообразной“ формы, огромных эксцентрично висящих блоков фалов нижних реев, треугольной латинской бизани, а также низком креплением топенантов, что приводило к заметному провисанию нижних реев».

### Вооружение
Штатное вооружение корабля состояло из 54 пушек. На нижней палубе (гондеке) устанавливались 18-фунтовые пушки, на верхней палубе (опердеке) — 12-фунтовые пушки и на шканцах — 3-фунтовые. В состав вооружения корабля, помимо 54 бортовых пушек, входила также пара резервных кормовых пушек. Позиции для погонных (носовых) пушек конструктором корабля предусмотрены не были. Так как подлинные чертежи корабля пока не опубликованы, надёжно реконструировать размещение вооружения корабля невозможно. Тем не менее, известно, что в 1715 году «Полтава» была вооружена двадцатью двумя 18-фунтовыми пушками, двадцатью 12-фунтовыми пушками и двенадцатью пушками 6-фунтового калибра, а по ведомости того же года, составленной месяцем ранее, все пять имевшихся в то время в Балтийском флоте 50-пушечных кораблей должны были вооружаться двадцатью двумя 18-фунтовыми, двадцатью двумя 8-фунтовыми и восемью 3- или 4 фунтовыми орудиями.
О якорном вооружении «Полтавы» сведений не сохранилось. Известно только, что в июне 1712 года «Полтаву» предполагалось вооружить 4-5 якорями весом от 90 до 95 пудов (≈1,5 т).

### Декор
Гравюра Пикарта достаточно ясно изображает только декор кормового среза корпуса, не показывая декор боковых плоскостей кормы и носовой оконечности. При этом достоверность изображённого Пикартом декора корабля подтверждается наличием сохранившихся в фондах Центрального военно-морского музея двух зеркально-симметричных конных скульптур Георгия Победоносца, надёжно атрибутированных как части кормового убранства «Полтавы». По оценке В. П. Дубенского, декор «Полтавы» может служить типичным примером корабельного убранства того времени, хотя и «уступающим в пышности и сложности наиболее выдающимся образцам».
Основной темой аллегорической композиции корабля являлось прославление победы русской армии над шведами под Полтавой. Общие очертания кормового среза имели округлый характер, чем отличались от вышедшей из моды пирамидальной голландской композиции. Пустые треугольные пространства над штульцами были закрыты декоративными щитами — кварторписами. Ещё одним отличием корабля «Полтава» от других современных ему кораблей являлось отсутствие на нём общепринятой в то время прогулочной галереи во всю ширину кормы (вместо кормовой галереи на «Полтаве» имелась небольшая лоджия с полукупольным верхом и выступающим балкончиком). Корму по горизонтали прорезали два этажа окон с мелкой расстекловкой. Почти всю поверхность кормы покрывала резьба высокого рельефа. Рельефы были исполнены резчиком Адмиралтейства англичанином Робертом Гейснелом.
| |  |
| Из собрания Центрального военно-морского музея. Дата создания — около 1712 года. Резчик — предположительно Роберт Гейснел. Материал: дерево, позолота. |  |

Построение всей кормовой композиции было зеркально-симметричным: все скульптуры и другие элементы декора повторялись дважды в зеркальном виде. В центре верхней части композиции находился овальный картуш с названием корабля. Картуш обрамляли пальмовые ветви. Кроме этого, на картуш опирались полулежащие фигуры двух глорий, трубящих в трубы. Две наяды (сирены) протягивали глориям лавровые венки. По сторонам лоджии были расположены две фигуры Георгия Победоносца (размером 82 на 75 см), дальше них к краям располагались две фигуры низверженного или падающего Фаэтона. Образ Фаэтона являлся аллегорическим, под ним подразумевался шведский король Карл XII («надменный Карл»). На барьере балкончика во всю его ширину был расположен двуглавый орёл, который держал в клюве и в лапах карты четырёх морей, к которым Россия получила выход в правление Петра I. Значительность этой фигуры подчёркивалась тем, что она была помещена на самой выступающей плоскости кормы.
По сторонам от балкончика на панелях под окнами была вырезана традиционная арматурная композиция из знамён, пушек и копий; подзор контртимберсов был украшен головками зефиров, посылающих ветры победы на русские знамёна. Простенки между окнами украшал плодово-лиственный орнамент.
Гальюнная фигура, скорее всего, по сложившейся традиции, изображала льва, держащего в лапах щит с изображением двуглавого орла.

### Экипаж
Общая численность экипажа корабля варьировалась от 300 человек при оборонительных действиях флота до 460 человек при наступательных. Но из-за частых недокомплектов команды максимальная численность экипажа достигалась редко: в июне 1714 года экипаж «Полтавы» состоял из 351 человек, 17 (28) июля этого же года — из 338 (149 моряков и 189 солдат), в июле 1716 года — из 446, в марте 1721 года — из 292.
По регламенту, составленному Адмиралтейств-коллегией 5 (16) апреля 1718 года, экипаж 50-пушечных кораблей, к рангу которых принадлежала и «Полтава», должен был составлять 350 человек. В состав экипажа должны были входить: капитан, два поручика, корабельный секретарь и два подпоручика, два мичмана, комиссар и провиантмейстер, шхипер, подшхипер, два штурмана, два подштурмана, боцман, три боцманмата, шхиман, два шхиманата, писарь, лекарь, два лекарских ученика, констапель, два подконстапеля, шесть квартирмейстеров, 30 канониров, 10 кают- и дек-юнг, сержант от канонир, капрал от канонир, 16 караульных солдат, поп, два трубача, три конопатчика, купор, два парусных ученика, слесарь, два повара, профос, добрый плотник, два плотника и 241 матрос.
| Командиры «Полтавы»  | Командиры «Полтавы»                             | Командиры «Полтавы» |
| Имя                  | Звание (на момент командования)                 | Время командования  |
| -------------------- | ----------------------------------------------- | ------------------- |
| Хендрик Гельма       | капитан                                         | 1713                |
| Вейбрант Шельтинг    | капитан-командор                                | 1714                |
| Вилим Фангент        | капитан 3 ранга (капитан 1 ранга с 7. 12. 1715) | 1715—1717           |
| Якоб Шапизо          | капитан 2 ранга                                 | 1720—1721           |
| Яган Генрих Вильстер | капитан 3 ранга                                 | 1722— 1723          |

## История службы

### Кампания 1713 года
Первый выход корабля «Полтава» на боевую службу состоялся 2 (13) мая 1713 года, когда в четвёртом часу утра по приказу Петра I котлинская эскадра вице-адмирала Корнелиуса Крюйса (4 корабля и 2 фрегата), покинула Кроншлот и направилась в крейсерство к Берёзовым островам и Сескару с целью соединения с ревельской эскадрой капитан-командора Рейса. Эскадре под командованием Крюйса была поставлена задача действовать активно-оборонительно: удерживать превосходящую шведскую эскадру манёврами в открытом море или атаковать шведов, если те будут располагать небольшим числом кораблей. В полдень 8 (19) мая эскадры Крюйса и Рейса и соединились у Сескара. В составе объединённой эскадры из 13 вымпелов (450 пушек) «Полтава» в течение всего мая находилась в плавании у Берёзовых островов, ожидая согласования плана общей атаки Гельсингфорса финляндским корпусом Ф. М. Апраксина с суши и Балтийским флотом со стороны финских шхер.
7 (18) июня 1713 года Пётр I на шняве «Мункер» (в сопровождении 3 бригантин, 5 скампавей и батальона Преображенского полка) прибыл в эскадру Крюйса. Заночевал царь на «Полтаве». В следующие 2 дня «Полтава» участвовала в учебных манёврах флота, а царь занимался осмотром кораблей ревельской эскадры. 10 (21) июня флот прибыл к Красной горке для снабжения кораблей эскадры провиантом, установки на купленные за границей корабли артиллерии и пополнения корабельных команд. 12 (23) июня Пётр I, дав вице-адмиралу Крюйсу указание выйти в Гельсингфорс в начале следующего месяца, покинул флот и отправился в Санкт-Петербург.
2 (13) июля 1713 года на рейд Гельсингфорса, осаждаемого русскими войсками, прибыла эскадра шведского вице-адмирала Лилье (9 кораблей и 2 фрегата). Ещё 3 шведских корабля 5 (16) июля блокировали с моря Ревель, где в это время находилось пять недавно купленных за границей русских военных кораблей. После получения известия о появлении близ Гельсингфорса эскадры Лилье, Пётр I 4 (15) июля прибыл в Кроншлот и поднял свой флаг шаутбенахта на корабле «Полтаве». 7 (18) июля царь, желая усилить флот ревельскими кораблями, предложил отправить эскадру Крюйса сначала к Ревелю. После снятия блокады с Ревеля Пётр I рассчитывал атаковать эскадру вице-адмирала Лилье.
9 (20) июля «Полтава» в составе эскадры вице-адмирала Крюйса (13 вымпелов) вышла из Кроншлота, направляясь к Ревелю. Вечером 10 (21) июля у острова Гогланда с фрегатов эскадры, шедших в авангарде, был замечен отряд из 3 шведских линейных кораблей. За кораблями была начата погоня, продолжавшаяся до 8 часов утра следующего дня, когда 3 русских корабля, шедших впереди остальных, («Выборг», «Рига» и фрегат «Эсперанс») не сели на мель. «Полтава», также шедшая впереди большинства других кораблей эскадры Крюйса, избежала участи первых трёх кораблей. Шведский отряд, оторвавшись от своих преследователей, прибыл в Гельсингфорс и соединился с эскадрой Лилье.
12 (23) июля «Полтава» лавировала вместе с другими кораблями эскадры к Ревелю, в полдень следующего дня корабли эскадры из-за противного ветра стали на якоря у острова Большой Врангель (эст. Prangli). Утром 16 (27) июля «Полтава» прибыла в Ревель. Соединившись с ревельскими кораблями эскадра Крюйса вышла 23 июля (3 августа) из Ревеля и через 2 дня прибыла в Кроншлот.

### Кампания 1714 года
В кампанию 1714 года корабельному флоту была отведена вспомогательная роль по прикрытию операции галерного флота у Гангута с левого фланга. К началу мая из Кроншлота могла выступить эскадра, состоящая из 10 кораблей, в том числе корабля «Полтава», 5 фрегатов и 3 шняв (700 пушек). Ещё 7 кораблей (370 пушек) могло выступить из Ревеля. Общая сила Балтийского флота к началу летней кампании состояла из 25 вымпелов (1070 пушек и 7000 человек экипажа), не считая мелких судов.
20 (31) мая 1714 года «Полтава» в составе кроншлотской эскадры вышла в море и на следующий день подошла к Берёзовым островам, прикрывая движение галерных эскадр русского флота. 31 мая (10 июня) корабельный флотъ направился отъ Берёзовых островов к югу и встал на якоре у Варивалдая, где находился до ночи с 4
на 5 (16) июня. 11 (22) июня «Полтава» в составе корабельного флота прибыла в Ревель.
Вечером 17 (28) июня у Ревеля показалась шведская эскадра из шести кораблей под командованием вице-адмирала Лилье. Выйдя вместе с пятнадцатью другими кораблями ревельской эскадры в море, «Полтава» на протяжении 13 часов участвовала в погоне за шведской эскадрой. Погоню за шведскими кораблями возглавлял Пётр I, державший свой флаг шаутбенахта на 60-пушечном корабле «Святая Екатерина», шедшем во главе авангарда эскадры. Но из-за того, что бо́льшая часть русских кораблей в ходе погони отстала от «Святой Екатерины», преследование шведской эскадры было прекращено и «Полтава» в числе других кораблей возвратилась в Ревель.
4 (15) августа «Полтава» в составе эскадры капитан-командора Шельтинга покинула Ревель и 14 (25) августа прибыла в Гельсингфорс. 24 августа (4 сентября) «Полтава» в составе эскадры отбыла из Гельсингфорса в Кроншлот, где и была оставлена вместе с остальным линейным флотом на зимовку.

### Кампания 1715 года
В кампанию 1715 года линейный флот вступил поздно. 4 (15) июля 1715 года в составе эскадры под командованием генерал-адмирала Апраксина (30 корабельных и 40 галерных вымпелов) «Полтава» покинула Кроншлот и 8 (19) июля прибыла в Ревель. Целью этого перехода корабельного флота было соединение с англо-голландской эскадрой адмирала Джона Нориса, до конца июня стоявшей в Ревеле. Не застав в Ревеле эскадры Нориса, Пётр I отдал приказ русскому флоту крейсировать между островами Оденсхольм (совр. Осмуссаар) и Даго (современный Хийумаа). 24 июля (4 августа) «Полтава» вместе с остальным флотом вернулась в Ревель, куда за день до этого прибыл с англо-голландским флотом адмирал Норис. Спустя 3 недели часть корабельного флота под командованием Апраксина покинула Ревель, а девять линейных кораблей, в том числе и «Полтава», были оставлены в Ревеле на зимовку.

### Кампании 1716—1717 годов
27 января (7 февраля) 1716 года «Полтава» была включена Петром I в состав эскадры капитан-командора Сиверса для похода в Копенгаген. Целью похода было соединение ревельской эскадры с датским флотом и русскими военными кораблями, находившимися в Англии и Дании. По ряду причин, выход эскадры в море был задержан на несколько месяцев. 7 (18) февраля генерал-адмирал Апраксин отдал распоряжение в тот же день начать килевание корабля «Полтавы», а неделю спустя приказал изготовить для корабля новые грот-марса- и фор-марса-реи. С 20 апреля (1 мая) по 12 (23) мая 1716 года линейный корабль «Полтава» совместно с ревельской эскадрой крейсировал в Балтийском море до острова Борнхольм (из-за появления близ Копенгагена шведской эскадры отряду Сиверса пришлось возвратиться в Ревель. После того, как шведский флот возвратился в Карлскрону, «Полтава» с остальными кораблями эскадры вышла из Ревеля и 19 [30] июля 1716 года прибыла в Копенгаген. В течение десяти дней, с 5 [16] августа по 14 [25] августа «Полтава» находилась в Балтийском море в составе четырёх объединённых флотов (русского, датского, английского и голландского). 22 октября (2 ноября) того же года «Полтава» возвратилась из дальнего плавания в Ревель.
Перед началом новой кампании, с 12 (23) апреля по 14 (25) апреля 1717 года «Полтаву» килевали. В мае «Полтава» находилась в крейсерстве между мысами Гангут и Дагерорд.
Начиная с 4 (15) июня 1717 года и вплоть до 16 июля (27 июля) «Полтава» находилась в составе эскадры генерал-адмирала графа Ф. М. Апраксина из четырнадцати линейных кораблей; принимала участие в крейсерстве эскадры Балтийского флота непосредственно у берегов Швеции и обеспечивала высадку десанта на остров Готланд. В начале августе этого же года во время преследования шведского 6-пушечного капера корабль сел на мель, получив при этом повреждения, для исправления которых был отправлен в Санкт-Петербург на ремонт.

### Тимберование и дальнейшая служба
С конца июля 1718 года по 1719 год корабль тимберовался в эллинге Санкт-Петербургского адмиралтейства под руководством корабельного мастера Жозефа Пангало. В апреле 1720 года корабль был переведён из Санкт-Петербурга в Кроншлот, а 12 (23) июня в составе эскадры капитан-командора Фангофта (9 кораблей), выйдя из Кроншлота в Ревель, вместе с остальной эскадрой крейсировал между Гангутом и Рогервиком.
Утром 5 (16) мая 1721 года линейный корабль «Полтава» в составе ревельской эскадры из семи линейных кораблей вышел из Ревеля для участия в крейсерских операциях в Балтийском море. 9 (20) мая у мыса Дагерорт во время сильного шторма рангоут корабля получил сильные повреждения (под воздействием штормового ветра сломались фок- и грот-мачты), вследствие чего корабль отстал от своей эскадры. Спустя 8 дней, 17 мая (28 мая), корабль прибыл в Ревель, откуда был отправлен на ремонт в Кронштадт. В 1722 и 1723 годах в составе эскадр Балтийского флота «Полтава» находилась в практических плаваниях в Финском заливе для обучения экипажа. После кампании 1723 года «Полтава» в море не выходила. В начале 1724 года Адмиралтейств-коллегия оценивала боеготовность корабля следующим образом: «Оный корабль хотя б готов, однако ж в компании лутче ему не быть, понеже стар и недействителен в море».
13 (24) мая 1725 года был выпущен указ Адмиралтейств-коллегии о снятии с «Полтавы» пушек и пушечных станков и перемещении их на корабль «Москва». Осенью этого же года было произведено килевание корабля. По указу Адмиралтейств-коллегии «Полтава» была определена в кампанию 1726 года (командиром был назначен капитан Т. Весслинг), однако позже адмиралтейств-коллегия исключила «Полтаву» («за ветхостью») из списка готовых к кампании кораблей. В следующие два года «Полтава» продолжала оставаться в Кронштадтской гавани, ожидая починки. 16 (27) января 1729 года адмиралтейств-коллегией в Верховный тайный совет было послано доношение, сообщающее о том, что «Полтава» и пять других линейных кораблей («Нептунус», «Святой Александр», «Ревель», «Ингерманланд» и «Москва») «к употреблению в службу за гнилостью не годны и починить, пока при Кронштадте доки отделаны будут, негде». Так и не получив необходимого ремонта, линейный корабль «Полтава» был разобран по негодности после 1732 года.

## Моделирование
Модель корабля «Полтава» относится к высшей категории сложности, поэтому детальные модели корабля изготавливаются очень ограниченным кругом моделистов-конструкторов. Менее детальные модели корабля, а также его макеты периодически можно обнаружить в открытой продаже. Одним из первых детальную модель «Полтавы» выполнил В. П. Дубенский в масштабе 1:50 по теоретическим чертежам С. Л. Балакина.
С октября 2007 года в рамках программы Гильдии судомоделистов Санкт-Петербурга строится модель в масштабе 1:36. Автором реконструкции является А. Иванов, историческим консультантом — старшина Гильдии судомоделистов Санкт-Петербурга А. А. Добренко, техническим консультантом — А. Баранов.
В 2008 году под руководством мастера Игоря Капиноса было начато строительство новой модели линейного корабля «Полтава», в котором были сделаны существенные изменения в чертежах (реконструкция произведена по подлинным чертежам «Полтавы» из ЦВМА).
В 2013 проект «Полтава», целью которого является воссоздание в музейных целях первого крупного корабля Российского военно-морского флота, спущенного на воду в Санкт-Петербургском Адмиралтействе, был начат по инициативе председателя Совета директоров ОАО «Газпром» Алексея Борисовича Миллера и реализуется Яхт-клубом Санкт-Петербурга при поддержке попечителей. 27 мая 2018 года спущен на воду «Полтава».
В 2014 году руководством Верфи исторического судостроения «Полтава» было принято решение об изготовлении адмиралтейской модели корабля «Полтава» в масштабе 1:12 и в 2015 году к осуществлению этой задачи приступили моделисты-конструкторы под руководством Бориса Витальевича Сидоровского, имеющего за плечами 15-летний опыт работы в модельных мастерских Санкт-Петербургского Военно-морского музея.

## Память
После завершения службы «Полтавы» название корабля передавалось от корабля к кораблю ещё 7 раз. Преемниками «Полтавы» являлись 4 парусных линейных корабля постройки 1743, 1754, 1808 и 1829 годов, а также одноимённые броненосец, транспорт Добровольного флота и линейный корабль-дредноут.
В 1971 году почтой СССР была выпущена почтовая марка стоимостью в 10 копеек с изображением линейного корабля «Полтава».
В 1996 году в честь 300-летия российского флота Банк России выпустил серию из 15 юбилейных монет, каждая из которых была посвящена одному из кораблей российского флота. В составе серии вышла и серебряная монета номиналом в 100 рублей (выпущенная тиражом в 3000 экземпляров), на реверсе которой изображены линейный корабль «Полтава» и профиль Петра I. Как и прочие монеты серии, монета весит 1111,1 грамм.
6 марта 2015 года на Воскресенской набережной в Санкт-Петербурге был открыт памятник «Полтаве». Создатели памятника — скульптор Александр Таратынов и архитектор Валерий Лукин.

- Памятные изображения корабля «Полтава»
- Корабль «Полтава» (1712). Почтовая марка СССР
- Первый линейный корабль «Полтава» 1712 г.,
 монета, 100 рублей

## Использованная литература и источники
1. 1 2 3 4 5 6 7  Дубенский, В. П. Балтийский первенец Петра (опыт реконструкции декора линейного корабля «Полтава» // Балакин С. А. Наваль коллекция. Сборник № 1. — Москва, 2000. — Т. 5. — С. 6.
2. 1 2 3 4  Быховский И. А. Петровские корабелы. — Л.: Судостроение, 1982. — С. 27.
3. 1 2  Матвеева Т. М. Убранство русских кораблей. — Л.: Судостроение, 1979. — С. 43.
4. ↑  Ден, Джон. История Российского флота в царствование Петра Великого / Кротов П. А. — СПб.: Историческая иллюстрация, 1999. — С. 155.
5. ↑  Гречанюк Н. М., Дмитриев В. И., Корниенко А. И. и др. Дважды Краснознамённый Балтийский флот. — М.: Воениздат, 1990. — 342 с. — ISBN 5–203–00245.
6. 1 2  Быховский И. А. Петровские корабелы. — Л.: Судостроение, 1982. — С. 42.
7. ↑  Юст Юль. Записки датского посланника в России при Петре Великом. Лавры Полтавы. — М.: Фонд Сергея Дубова, 2001. Наумов. В.. Архивировано 21 августа 2011 года.
8. ↑  Журнал, или Поденная записка блаженныя и вечныя достойныя памяти государя императора Петра Великого. — при Императорской Академии Наук, 1770. — Т. 1. — С. 234. (недоступная ссылка)
9. ↑  Выписка из письма графа Апраксина к Племянникову, 1710 года июля 25 // Елагин С. Материалы для истории русскаго флота. — 1865. — Т. III. — С. 410. Архивировано 4 марта 2016 года.
10. ↑  Указ о высылке к адмиралтейству на вечное житьё работных людей из Казаньской губернии, 1710 года августа 18 // Елагин С. Материалы для истории русскаго флота. — 1866. — Т. III. — С. 245. Архивировано 4 марта 2016 года.
11. 1 2 3  Выписка из письма Крюйса к графу Апраксину из Санкт-Петербурга, 1712 года марта 7 // Елагин С. Материалы для истории русскаго флота. — 1865. — Т. I. — С. 276. Архивировано 16 апреля 2014 года.
12. ↑  Письмо Кикина к Меншикову из Санкт-Петербурга, 1711 года сентября 16 // Елагин С. Материалы для истории русскаго флота. — 1865. — Т. I. — С. 255. Архивировано 16 апреля 2014 года.
13. ↑  Болтунова, Екатерина. «Признаюсь, я вовсе не ожидал, что здешний двор так великолепен…». О церемониале русского двора XVIII века (php). Дата обращения: 1 августа 2009. Архивировано из оригинала 16 июля 2013 года.
14. ↑  Кривко В. А. Морские флаги отечества. — М.: ДОСААФ СССР, 1984. — С. 9.
15. ↑  Быховский И. А. Петровские корабелы. — Л.: Судостроение, 1982. — С. 47.
16. ↑  Письмо Скляева к графу Апраксину из Санкт-Петербурга, 1712 года августа 26 // Елагин С. Материалы для истории русскаго флота. — 1865. — Т. I. — С. 312. Архивировано 16 апреля 2014 года.
17. ↑  Веселаго Ф. Ф. Список русских военных судов с 1668 по 1860 год. — СПб.: Типография Морского министерства в Главном Адмиралтействе, 1872. — С. 8.
18. 1 2 3 4 5  Дубенский, В. П. Балтийский первенец Петра (опыт реконструкции декора линейного корабля «Полтава» // Балакин С. А. Наваль коллекция : сборник. — Москва, 2000. — Т. 5, вып. Сборник № 1. — С. 7.
19. 1 2  Модель линейного корабля "Полтава". Дата обращения: 14 сентября 2009. Архивировано 6 сентября 2011 года.
20. 1 2 3 4 5 6 7  Дубенский, В. П. Балтийский первенец Петра (опыт реконструкции декора линейного корабля «Полтава» // Балакин С. А. Наваль коллекция : сборник. — Москва, 2000. — Т. 5, вып. Сборник № 1. — С. 13.
21. 1 2  Ден, Джон. История Российского флота в царствование Петра Великого / Кротов П. А. — СПб.: Историческая иллюстрация, 1999. — С. 31.
22. 1 2 3 4  Дубенский, В. П. Балтийский первенец Петра (опыт реконструкции декора линейного корабля «Полтава» // Балакин С. А. Наваль коллекция : сборник. — М., 2000. — Т. 5, вып. Сборник № 1. — С. 12.
23. ↑  Табель сколько обретается при Санкт-Петербурге и на Котлине острове кораблей и других судов и что на них пушек и каких калибров, 1715 года мая 3 // Елагин С. Материалы для истории русскаго флота. — Санкт-Петербург: Типография Морского министерства, 1865. — Т. I. — С. 618. Архивировано 16 апреля 2014 года.
24. ↑  Ведомость о пушках, потребных на корабли, 1715 года апреля // Елагин С. Материалы для истории русскаго флота. — Санкт-Петербург: Типография Морского министерства, 1866. — Т. III. — С. 520. Архивировано 4 марта 2016 года.
25. ↑  Роспись, представленная Крюйсом графу Апраксину о припасах какие надлежит из Воронежа зимним путём или водою привезть, 1712 г. июня 22 // Елагин С. Материалы для истории русскаго флота. — Санкт-Петербург: Типография Морского министерства, 1865. — Т. I. — С. 287. Архивировано 4 марта 2016 года.
26. ↑  Цехановская О. К. Античная тема в архитектурно-пластическом убранстве российских парусных кораблей (недоступная ссылка) // Актуальные проблемы теории и истории искусства: сб. науч. статей. Вып. 5. / Под ред. С.В. Мальцевой, Е.Ю. Станюкович-Денисовой, А.В. Захаровой. – СПб.: НП-Принт, 2015. С. 597–608. – ISSN 2312-2129
27. 1 2  Матвеева Т. М. Убранство русских кораблей. — Л.: Судостроение, 1979. — С. 44.
28. ↑  Матвеева Т. М. Убранство русских кораблей. — Л.: Судостроение, 1979. — С. 12.
29. ↑  Ведомость о числе людей, потребных для комплектования флота, 1713 года // Елагин С. Материалы для истории русскаго флота. — Санкт-Петербург: Типография Морского министерства, 1865. — Т. I. — С. 365. Архивировано 16 апреля 2014 года.
30. ↑  Линия баталии флота, за подписью Гослера, по повелению шаутбенахта (Государя), на корабле Св. Екатерина у Ревеля, 1714 года июня 20 // Елагин С. Материалы для истории русскаго флота. — Санкт-Петербург: Типография Морского министерства, 1865. — Т. I. — С. 514. Архивировано 16 апреля 2014 года.
31. ↑  Мышлаевский А. З. Приложения. Табель № 9 // Пётр Великий. Война в Финляндии в 1712—1714 годах. Совместная операция сухопутной армии, галерного и корабельного флотов. — СПб.: Военная типография, 1896. — С. 153. Архивировано 5 мая 2014 года.
32. ↑  Список русских военных судов, бывших в Копенгагене и пришедших туда из Ревеля, 1716 год, июля 19 // Елагин С. Материалы для истории русскаго флота. — Санкт-Петербург: Типография Морского министерства, 1865. — Т. II. — С. 97. Архивировано 4 мая 2014 года.
33. ↑  Реестр вооружённым, готовым кораблям ревельской эскадры в марте 1721 года // Елагин С. Материалы для истории русскаго флота. — Санкт-Петербург: Типография Морского министерства, 1865. — Т. II. — С. 550. Архивировано 4 мая 2014 года.
34. ↑  Именные указы, объявленные адмиралтейств-коллегией и извлечения из указов, журналов и протоколов коллегии, 1717-1718 // Елагин С. Материалы для истории русскаго флота. — Санкт-Петербург: Типография Морского министерства, 1869. — Т. IV. — С. 352—353. Архивировано 13 октября 2023 года.
35. ↑  Мышлаевский А. З. Пётр Великий. Война в Финляндии в 1712—1714 годах. Совместная операция сухопутной армии, галерного и корабельного флотов. — СПб.: Военная типография, 1896. — С. 176. Архивировано 5 мая 2014 года.
36. ↑  Письмо графа Апраксина к  Крюйсу, 1713 года, мая 1 / Елагин С. — Материалы для истории русскаго флота. — СПб.: Типография Морского министерства, 1865. — Т. I. — С. 364. Архивировано 16 апреля 2014 года.
37. ↑  Выписка из письма Крюйса к графу Апраксину с корабля Рига на якоре при острове Сескаре, 1713 года, мая 8 / Елагин С. — Материалы для истории русскаго флота. — СПб.: Типография Морского министерства, 1865. — Т. I. — С. 368. Архивировано 16 апреля 2014 года.
38. ↑  Выписка из письма Крюйса к графу Апраксину с корабля Рига от Берёзовых островов, 1713 года, мая 23 / Елагин С. — Материалы для истории русскаго флота. — СПб.: Типография Морского министерства, 1865. — Т. I. — С. 377, 378. Архивировано 16 апреля 2014 года.
39. ↑  Выписка из письма Крюйса к графу Апраксину с корабля Рига от Берёзовых островов, 1713 года, мая 29 / Елагин С. — Материалы для истории русскаго флота. — СПб.: Типография Морского министерства, 1865. — Т. I. — С. 381. Архивировано 16 апреля 2014 года.
40. ↑  Мышлаевский А. З. Пётр Великий. Война в Финляндии в 1712—1714 годах. Совместная операция сухопутной армии, галерного и корабельного флотов. — СПб.: Военная типография, 1896. — С. 196. Архивировано 5 мая 2014 года.
41. ↑  Журнал, или Поденная записка блаженныя и вечныя достойныя памяти государя императора Петра Великого. — при Императорской Академии Наук, 1770. — Т. 1. — С. 362. (недоступная ссылка)
42. ↑  Мышлаевский А. З. Пётр Великий. Война в Финляндии в 1712—1714 годах. Совместная операция сухопутной армии, галерного и корабельного флотов. — СПб.: Военная типография, 1896. — С. 208. Архивировано 5 мая 2014 года.
43. ↑  Выписка из письма Крюйса к графу Апраксину с корабля Рига между Котлиным и Красной горкой, 1713 года, июня 18 / Елагин С. — Материалы для истории русскаго флота. — СПб.: Типография Морского министерства, 1865. — Т. I. — С. 394. Архивировано 16 апреля 2014 года.
44. 1 2  Мышлаевский А. З. Пётр Великий. Война в Финляндии в 1712—1714 годах. Совместная операция сухопутной армии, галерного и корабельного флотов. — СПб.: Военная типография, 1896. — С. 210. Архивировано 5 мая 2014 года.
45. ↑  Журнал, или Поденная записка блаженныя и вечныя достойныя памяти государя императора Петра Великого. — при Императорской Академии Наук, 1770. — Т. 1. — С. 369. (недоступная ссылка)
46. ↑  Журнал, или Поденная записка блаженныя и вечныя достойныя памяти государя императора Петра Великого. — при Императорской Академии Наук, 1770. — Т. 1. — С. 370. (недоступная ссылка)
47. ↑  Письмо Государя о походе к Ревелю, 1713 года, июля 7 / Елагин С. — Материалы для истории русскаго флота. — СПб.: Типография Морского министерства, 1865. — Т. I. — С. 404. Архивировано 16 апреля 2014 года.
48. ↑  Выписка из письма Крюйса к графу Апраксину с корабля Рига от острова Соммерса, 1713 года, июля 10 / Елагин С. — Материалы для истории русскаго флота. — СПб.: Типография Морского министерства, 1865. — Т. I. — С. 409. Архивировано 16 апреля 2014 года.
49. ↑  Письмо Крюйса к графу Апраксину с корабля Рига от Гаривалдая, 1713 года, июля 31 / Елагин С. — Материалы для истории русскаго флота. — СПб.: Типография Морского министерства, 1865. — Т. I. — С. 421. Архивировано 16 апреля 2014 года.
50. ↑  Anderson R. C. Naval Wars in the Baltic. — London, 1969. — P. 155.
51. ↑  Соколов А. Суд над вице-адмиралом Крюйсом, 1713 года (эпизод из истории Русскаго флота) // Морской сборник : журнал. — 1849. — № 1. — С. 65—67.
52. 1 2  Мышлаевский А. З. Пётр Великий. Война в Финляндии в 1712—1714 годах. Совместная операция сухопутной армии, галерного и корабельного флотов. — СПб.: Военная типография, 1896. — С. 212. Архивировано 5 мая 2014 года.
53. ↑  Письмо Крюйса к графу Апраксину с корабля Рига от Гаривалдая, 1713 года, июля 31 / Елагин С. — Материалы для истории русскаго флота. — СПб.: Типография Морского министерства, 1865. — Т. I. — С. 422. Архивировано 16 апреля 2014 года.
54. ↑  Мышлаевский А. З. Пётр Великий. Война в Финляндии в 1712—1714 годах. Совместная операция сухопутной армии, галерного и корабельного флотов. — СПб.: Военная типография, 1896. — С. 352. Архивировано 5 мая 2014 года.
55. ↑  Мышлаевский А. З. Пётр Великий. Война в Финляндии в 1712—1714 годах. Совместная операция сухопутной армии, галерного и корабельного флотов. — СПб.: Военная типография, 1896. — С. 353, 354. Архивировано 5 мая 2014 года.
56. ↑  Журнал, или Поденная записка блаженныя и вечныя достойныя памяти государя императора Петра Великого. — при Императорской Академии Наук, 1770. — Т. 1. — С. 399. (недоступная ссылка)
57. ↑  Мышлаевский А. З. Пётр Великий. Война в Финляндии в 1712—1714 годах. Совместная операция сухопутной армии, галерного и корабельного флотов. — СПб.: Военная типография, 1896. — С. 372. Архивировано 5 мая 2014 года.
58. ↑  Журнал, или Поденная записка блаженныя и вечныя достойныя памяти государя императора Петра Великого. — при Императорской Академии Наук, 1770. — Т. 1. — С. 401. (недоступная ссылка)
59. ↑  Мышлаевский А. З. Пётр Великий. Война в Финляндии в 1712—1714 годах. Совместная операция сухопутной армии, галерного и корабельного флотов. — СПб.: Военная типография, 1896. — С. 376. Архивировано 5 мая 2014 года.
60. ↑  Журнал, или Поденная записка блаженныя и вечныя достойныя памяти государя императора Петра Великого. — при Императорской Академии Наук, 1770. — Т. 1. — С. 402. (недоступная ссылка)
61. ↑  Журнал, или Поденная записка блаженныя и вечныя достойныя памяти государя императора Петра Великого. — при Императорской Академии Наук, 1770. — Т. 1. — С. 403. (недоступная ссылка)
62. ↑  Мышлаевский А. З. Пётр Великий. Война в Финляндии в 1712—1714 годах. Совместная операция сухопутной армии, галерного и корабельного флотов. — СПб.: Военная типография, 1896. — С. 383. Архивировано 5 мая 2014 года.
63. ↑  Журнал, или Поденная записка блаженныя и вечныя достойныя памяти государя императора Петра Великого. — при Императорской Академии Наук, 1770. — Т. 1. — С. 404. (недоступная ссылка)
64. ↑  Мышлаевский А. З. Пётр Великий. Война в Финляндии в 1712—1714 годах. Совместная операция сухопутной армии, галерного и корабельного флотов. — СПб.: Военная типография, 1896. — С. 384. Архивировано 5 мая 2014 года.
65. ↑  Письмо Шельтинга к Государю с корабля Полтава, 1714 года, августа 4 / Елагин С. — Материалы для истории русскаго флота. — СПб.: Типография Морского министерства, 1865. — Т. I. — С. 544. Архивировано 16 апреля 2014 года.
66. ↑  Письмо Шельтинга к графу Апраксину с корабля Полтава из Гельсингфорса, 1714 года, августа 16 / Елагин С. — Материалы для истории русскаго флота. — СПб.: Типография Морского министерства, 1865. — Т. I. — С. 557. Архивировано 16 апреля 2014 года.
67. ↑  Письмо Государя к Апраксину с корабля Св. Екатерина из Гельсингфорса, 1714 года, августа 24 / Елагин С. — Материалы для истории русскаго флота. — СПб.: Типография Морского министерства, 1865. — Т. I. — С. 558. Архивировано 16 апреля 2014 года.
68. ↑  Веселаго Ф. Ф. Очерк русской морской истории. — СПб.: Типография Демакова, 1875. — Т. I. — С. 274.
69. ↑  Веселаго Ф. Ф. Очерк русской морской истории. — СПб.: Типография Демакова, 1875. — Т. I. — С. 275.
70. ↑  Выписка из письма графа Апраксина к князю М. Голицыну, 1715 года, июля 30 / Елагин С. — Материалы для истории русскаго флота. — СПб.: Типография Морского министерства, 1865. — Т. I. — С. 655. Архивировано 16 апреля 2014 года.
71. ↑  Письмо графа Апраксина к Крюйсу из Ревеля, 1715 года, августа 12 / Елагин С. — Материалы для истории русскаго флота. — СПб.: Типография Морского министерства, 1865. — Т. I. — С. 661. Архивировано 16 апреля 2014 года.
72. ↑  Веселаго Ф. Ф. Очерк русской морской истории. — СПб.: Типография Демакова, 1875. — Т. I. — С. 276.
73. ↑  Указ Государя капитан-командору Сиверсу, 1716 года, января 27 // Елагин С. Материалы для истории русскаго флота. — Санкт-Петербург: Типография Морского министерства, 1865. — Т. II. — С. 7. Архивировано 4 мая 2014 года.
74. ↑  Веселаго Ф. Ф. Очерк русской морской истории. — СПб.: Типография Демакова, 1875. — Т. I. — С. 284.
75. ↑  Письмо графа Апраксина к Сиверсу из Ревеля, 1716 года, февраля 7 // Елагин С. Материалы для истории русскаго флота. — Санкт-Петербург: Типография Морского министерства, 1865. — Т. II. — С. 12. Архивировано 4 мая 2014 года.
76. ↑  Письмо графа Апраксина к князю Меншикову из Ревеля, 1716 года, февраля 14 // Елагин С. Материалы для истории русскаго флота. — Санкт-Петербург: Типография Морского министерства, 1865. — Т. II. — С. 14. Архивировано 4 мая 2014 года.
77. ↑  Веселаго Ф. Ф. Очерк русской морской истории. — СПб.: Типография Демакова, 1875. — Т. I. — С. 286.
78. ↑  Anderson R. C. Naval Wars in the Baltic. — London, 1969. — P. 174.
79. ↑  Выписка из письма Броуна к князю Меншикову из Ревеля, 1717 года, апреля 12 // Елагин С. Материалы для истории русскаго флота. — Санкт-Петербург: Типография Морского министерства, 1865. — Т. II. — С. 199. Архивировано 4 мая 2014 года.
80. ↑  Выписка из письма Фангента к графу Апраксину с корабля Полтавы у Дагерорда, 1717 года, мая 22 // Елагин С. Материалы для истории русскаго флота. — Санкт-Петербург: Типография Морского министерства, 1865. — Т. II. — С. 214. Архивировано 4 мая 2014 года.
81. ↑  Веселаго Ф. Ф. Очерк русской морской истории. — СПб.: Типография Демакова, 1875. — Т. I. — С. 298.
82. ↑  Anderson R. C. Naval Wars in the Baltic. — London, 1969. — P. 179.
83. ↑  Веселаго Ф. Ф. Очерк русской морской истории. — СПб.: Типография Демакова, 1875. — Т. I. — С. 299.
84. ↑  Веселаго Ф. Ф. Очерк русской морской истории / Елагин С. — СПб.: Типография Демакова, 1875. — Т. I. — С. 301, 301.
85. ↑  Выписка из донесения барона де-Би к Генеральным штатам Соединённых Нидерланд, 1717 года, августа 2 (13) // Елагин С. Материалы для истории русскаго флота. — Санкт-Петербург: Типография Морского министерства, 1865. — Т. II. — С. 241. Архивировано 4 мая 2014 года.
86. ↑  Письмо графа Апраксина к Государю, 1717 года, августа 26 // Елагин С. Материалы для истории русскаго флота. — Санкт-Петербург: Типография Морского министерства, 1865. — Т. II. — С. 241. Архивировано 4 мая 2014 года.
87. ↑  Выписка из письма Крюйса к графу Апраксину из С. Петербурга, 1718 года, июля 21 // Елагин С. Материалы для истории русскаго флота. — Санкт-Петербург: Типография Морского министерства, 1865. — Т. II. — С. 294. Архивировано 4 мая 2014 года.
88. ↑  Выписка из письма Крюйса к Государю из С. Петербурга, 1718 года, июля 28 // Елагин С. Материалы для истории русскаго флота. — Санкт-Петербург: Типография Морского министерства, 1865. — Т. II. — С. 296. Архивировано 4 мая 2014 года.
89. 1 2  Веселаго Ф. Ф. Список русских военных судов с 1668 по 1860 год. — СПб.: Типография Морского министерства в Главном Адмиралтействе, 1872. — С. 9.
90. ↑  Выписка из письма Чернышёва к графу Апраксину, 1720 года, апреля 1 // Елагин С. Материалы для истории русскаго флота. — Санкт-Петербург: Типография Морского министерства, 1865. — Т. II. — С. 459. Архивировано 4 мая 2014 года.
91. ↑  Веселаго Ф. Ф. Очерк русской морской истории / Елагин С. — СПб.: Типография Демакова, 1875. — Т. I. — С. 338.
92. ↑  Выписка из письма Фангофта к графу Апраксину, 1720 года, июля 2 // Елагин С. Материалы для истории русскаго флота. — Санкт-Петербург: Типография Морского министерства, 1865. — Т. II. — С. 498. Архивировано 4 мая 2014 года.
93. ↑  Выписка из письма Фандельдина к графу Апраксину из Ревеля, 1721 года, мая 8 // Елагин С. Материалы для истории русскаго флота. — Санкт-Петербург: Типография Морского министерства, 1865. — Т. II. — С. 574. Архивировано 4 мая 2014 года.
94. ↑  Выписка из письма Фангофта к князю Меншикову с корабля Перл от Наргена, 1721 года, мая 4 // Елагин С. Материалы для истории русскаго флота. — Санкт-Петербург: Типография Морского министерства, 1865. — Т. II. — С. 571. Архивировано 4 мая 2014 года.
95. ↑  Anderson R. C. Naval Wars in the Baltic. — London, 1969. — P. 203.
96. ↑  Anderson R. C. Naval Wars in the Baltic. — London, 1969. — P. 204.
97. ↑  Ден, Джон. История Российского флота в царствование Петра Великого / Кротов П. А. — СПб.: Историческая иллюстрация, 1999. — С. 189.
98. ↑  Извлечение из журналов адмиралтейств-коллегии 1725 г., от мая 13 / Веселаго Ф. Ф. — Материалы для истории русскаго флота. — СПб.: Типография Морского министерства, 1875. — Т. V. — С. 140.
99. ↑  Извлечение из журналов адмиралтейств-коллегии 1725 г., от ноября 13 / Веселаго Ф. Ф. — Материалы для истории русскаго флота. — СПб.: Типография Морского министерства, 1875. — Т. V. — С. 185.
100. ↑  Указ адмиралтейств-коллегии в Кронштадт к вице-адмиралу Сиверсу, 1726 года, марта 12 / Веселаго Ф. Ф. — Материалы для истории русскаго флота. — СПб.: Типография Морского министерства, 1875. — Т. V. — С. 195.
101. ↑  Рапорт Сиверса к князю Меншикову о флоте Е. И. В. при Кронштадте, 1727 года, июня 5 / Веселаго Ф. Ф. — Материалы для истории русскаго флота. — СПб.: Типография Морского министерства, 1875. — Т. V. — С. 397.
102. ↑  Выписки из журналов адмиралтейств-коллегии, 1729 год, от января 16 / Веселаго Ф. Ф. — Материалы для истории русскаго флота. — СПб.: Типография Морского министерства, 1875. — Т. V. — С. 722.
103. ↑  Макет первого линейного корабля «Полтава» (недоступная ссылка — история). Дата обращения: 18 сентября 2009.
104. ↑  Special Scale Models. Дата обращения: 18 сентября 2009. Архивировано 2 сентября 2011 года.
105. ↑  Дубенский, В. П. Балтийский первенец Петра (опыт реконструкции декора линейного корабля «Полтава») // Балакин С. А. Наваль коллекция. Сборник № 1. — Москва, 2000. — Т. 5. — С. 6—13.
106. ↑  Реконструкция «Полтавы», выполненная Гильдией судомоделистов Санкт-Петербурга. (недоступная ссылка — история). Дата обращения: 18 сентября 2009.
107. ↑  Линейный корабль «Полтава» спустили на воду в яхт-клубе Санкт-Петербурга. Дата обращения: 4 июня 2021. Архивировано 30 мая 2018 года.
108. ↑  Каланов Н. А. Имена Петровских кораблей. Дата обращения: 14 сентября 2009. Архивировано 11 июля 2011 года.
109. ↑  «Полтава», 1971. Дата обращения: 14 сентября 2009. Архивировано 20 марта 2012 года.
110. ↑  2019 Standard Catalog of World Coins 20th Century 46th Edition 1901-2000 / Thomas Michael. — 46. — Stevens Point: Krause Publications, 2018. — С. 1885. — 2384 p. — ISBN 978-1-4402-4858-0.
111. ↑  В Петербурге открыт памятник первому русскому линейному кораблю «Полтава». Администрация Санкт-Петербурга (6 марта 2015). Дата обращения: 2 июня 2015. Архивировано 7 июня 2015 года.

### Книги
- Быховский И. А. Петровские корабелы. — Л.: Судостроение, 1982. — 100 с.
- Дубенский, В. П. Балтийский первенец Петра (опыт реконструкции декора линейного корабля «Полтава») // Балакин С. А. Наваль коллекция. Сборник № 1. — Москва, 2000. — Т. 5. — С. 6—13.
- Матвеева Т. М. Материалы для истории военного искусства в России // Убранство русских кораблей. — Л.: Судостроение, 1979. — 223 с.
- Мышлаевский А. З. Пётр Великий. Война в Финляндии в 1712—1714 годах. Совместная операция сухопутной армии, галерного и корабельного флотов. — СПб.: Военная типография, 1896. — 475 с.
- Соколов А. Суд над вице-адмиралом Крюйсом, 1713 года (эпизод из истории Русскаго флота) // Морской сборник : журнал. — 1849. — № 1. — С. 57—76.
- Веселаго Ф. Ф. Список русских военных судов с 1668 по 1860 год. — СПб.: Типография морского министерства, 1872. — 798 с.
- Чернышёв А. А. Российский парусный флот. Справочник. — М.: Воениздат, 1997. — Т. 1. — 312 с. — (Корабли и суда Российского флота). — 10 000 экз. — ISBN 5-203-01788-3.
- Широкорад А. Б. 200 лет парусного флота России / Под ред. А. Б. Васильева. — 2-е изд. — М.: «Вече», 2007. — 448 с. — ISBN 978-5-9533-1517-3.
- Anderson R. C. Naval Wars in the Baltic (англ.). — London, 1969.
- Rif Winfield. The 50-gun ship (англ.). — London: Chatham Publishing, 1997. — 155 p. — ISBN 978-1-86176-025-8.